# Slepi bratec
Slepi bratec je prekmurska ljudska pravljica. Najdemo jo v zbirki Slepi bratec: prekmurske ljudske pripovedi, ilustrirala je Jelka Reichman, izbral in uredil pa je Pavel Rožnik. Prvi, ki jo je objavil je bil Matija Valjavec v Slovenskem glasniku leta 1863.

## Povzetek pravljice
Govori o treh bratih, ki jim je umrla mati in jih zapustila same, zato so morali iti po svetu, vsak z eno pogačo v roki. Najmlajši sin je dobil materin blagoslov, kar sta mu hudobna brata zavidala in ga hotela pustiti samega v gozdu. To jima je uspelo zaradi bratove lakote, saj sta mu rekla, da mu bosta dala košček pogače, če si bo iztaknil oko. Ko to stori, mu še vedno nočeta dati jesti, in mu pravita naj si iztakne še drugo oko. Ker je bil hudo lačen je to storil in tako res dobil košček pogače, vendar je postal slep. Zvečer pa je deček slišal vrane, ko so govorile, da bi rade dečku povedale, naj si zmoči oči z roso. Deček to stori in zopet spregleda. Zato je vzel stekleničko in vanjo nabral roso, da bo tako pomagal tudi drugim slepim sirotam. Tako je pomagal slepi miši, čebeli in slepemu zajcu, oni pa so mu obljubili pomoč, ko jo bo potreboval. Ko so dečka, ki je delal kot hlapec v gradu, obtožili kraje, so mu naložili tri težka dela. Bil je žalosten, saj ni vedel kako jih bo opravil, zato so mu v pomoč priskočile miš, čebela in zajec. Ko je grof videl opravljena dela, mu je na koncu ponudil hčerko za ženo in še isti dan priredil veliko gostijo.

## Interpretacija likov
- Mati: o njej izvemo malo, najbolj pomemben je njen blagoslov najmlajšemu sinu, kar  mu starejša brata zavidata.

- Starejša brata: igrata vlogo hudobneža, saj nočeta dati jesti najmlajšemu bratcu, nagovorita ga, da si iztakne oči in ga slepega zapustita v gozdu.

- Najmlajši bratec: je žrtev ljubosumja njegovih bratov, saj jima je verjel, da ko si bo iztaknil oko, bo dobil košček pogače, vendar si je nato moral iztakniti še drugo oko, da je dobil jesti. V pravljici pa ima tudi vlogo junaka, saj ozdravi slepo miško, zajca in čebelo in se na koncu pravljice poroči z grofovo hčerko.

- Miš, zajec in čebela: so zelo hvaležni dečku, ker jih je ozdravil in mu tudi pomagajo, ko potrebuje pomoč.

- Hlapci: so ljubosumni na dečka, saj on opravlja lažja dela kot oni in za zato obtožijo kraje.

- Grof: dvomi, da je deček kradel, zato ga postavi pred tremi preizkušnjami, ki jih opravi in mu zato ponudi svojo hčerko za ženo.

## Analiza pravljice
Pripovedovalec: vsevedni oziroma tretjeosebni
Književni čas: neznan
Dogajalni prostor: v gozdu, gradu
Književne osebe:
- glavne: bratje
- stranske: mati, grof, hlapci

Pravljične osebe:
- miš, zajec, čebela

Tematika:
- družinska: ljubosumje dveh starejših bratov, zaskrbljena mati, ki zapušča sinove same.
- socialna: revni bratje, ki ostanejo sirote in gredo po svetu.

Slog:
- okrasni pridevki: dobri ljudje, lepi travniki
- pomanjševalnice: miška, zajček, čebelica

Motiv:
Motiv treh bratov

## Motivno tematske povezave, primerjava z drugimi literarnimi deli
- Motiv bratov

Poznam veliko pravljic, kjer nastopajo trije bratje ali dva, v večinah pa je le eden od njih  dobrega srca.
Veliko je tudi motiva tekmovalnosti med brati, kar jih pripelje do sovraštva in zavisti.
Nekaj slovenskih pravljic, ker se pojavi motiv bratov:
- Zlata ptica,
- Kralj in njegovi sinovi,
- Račke, mravlje in čebele,
- O treh bratih in o treh hčerah,
- O treh bratih,
- Pet bratov,
- O treh sinovih,
- Tekma za bajtico.

Tuje pravljice z motivom bratov:
- Bratec in Sestrica,
- Trije srečni sinovi,
- Štirje bratje in kamela.

## Značilnost ljudskega slovstva
- avtor ni znan, zato se pravljice, pripovedi prenašajo iz roda v rod.
- književne osebe niso imenovane
- slog: prevladujejo okrasni pridevki, pomanjševalnice, ponavljanja
- številne različice
- srečen konec